# XXIX Legislatura del Congreso de la Nación Argentina
La Vigésima novena legislatura del Congreso de la Nación Argentina estuvo conformada por 257 diputados y 72 senadores, inició sus funciones el día 10 de diciembre de 2015 y concluyó el día 9 de diciembre de 2017. Estuvo compuesta por los 134.º y 135.º períodos legislativos.
Fue la primera legislatura para los diputados y senadores electos en las elecciones legislativas de 2015, la segunda legislatura para los diputados y senadores electos en las elecciones legislativas de 2013 y la tercera para los senadores electos en las elecciones legislativas de 2011.

## Eventos destacados
10/12/2015: Asunción de Mauricio Macri a la presidencia y Gabriela Michetti a la vicepresidencia.
01/03/2016: Apertura de Sesiones ordinarias para el 134.º período legislativo, reunión del congreso en Asamblea Legislativa.
28/06/2016: Homenaje a los 50 años del derrocamiento del presidente Arturo Illia.
06/07/2016: Sesión especial conjunta del Congreso de la Nación en el Teatro San Martín en la provincia de Tucumán.
01/03/2017: Apertura de sesiones ordinarias para el 135.º período legislativo, reunión del congreso en Asamblea Legislativa.

## Legislación relevante

### Aprobada
16/03/2016: Acuerdo con los Holdouts
18/05/2016: Derecho de Acceso a la Información Pública.
19/05/2016: Ley Antidespidos. (Vetada)
15/06/2016: Blanqueo de Capitales y Reparación Histórica a Jubilados y Pensionados.
01/09/2016: Creación del sistema de ahorro para viviendas: Casa Ahorro.
01/09/2016: Ratificación del Acuerdo de París sobre el cambio climático.
19/10/2016: Instauración de la figura del arrepentido para causas de corrupción.
19/10/2016: Ley de Paridad de Género en las listas electorales.
03/11/2016: Presupuesto 2017.
16/11/2016: Ley de emprendedores
23/11/2016: Uso medicinal del cannabis y sus derivados.
24/11/2016: Obligatoriedad de debates preelectorales públicos entre candidatos a Presidente de la Nación.
06/12/2016: Emergencia Social.
22/12/2016: Cambio en el impuesto a las ganancias.
15/02/2017: Reforma del régimen de ART.
12/04/2017: Ley de Apoyo al Capital Emprendedor. Establecimiento de las SAS.

### Propuesta
Reforma política (Media sanción de diputados).
Extinción de Dominio y Repatriación de bienes (Media sanción de diputados).

## Composición

### Senado
| SenadoArgentina2016ahora            | SenadoArgentina2016ahora | SenadoArgentina2016ahora | SenadoArgentina2016ahora | SenadoArgentina2016ahora | SenadoArgentina2016ahora | SenadoArgentina2016ahora | SenadoArgentina2016ahora | SenadoArgentina2016ahora | SenadoArgentina2016ahora | SenadoArgentina2016ahora | SenadoArgentina2016ahora | SenadoArgentina2016ahora | SenadoArgentina2016ahora | SenadoArgentina2016ahora | SenadoArgentina2016ahora | SenadoArgentina2016ahora | SenadoArgentina2016ahora | SenadoArgentina2016ahora | SenadoArgentina2016ahora |
| Cambios                             | Partido                  | Partido                  | Partido                  | Partido                  | Partido                  | Partido                  | Partido                  | Partido                  | Partido                  | Partido                  | Partido                  | Partido                  | Partido                  | Partido                  | Partido                  | Partido                  | Partido                  | Partido                  | Partido                  |
| ----------------------------------- | ------------------------ | ------------------------ | ------------------------ | ------------------------ | ------------------------ | ------------------------ | ------------------------ | ------------------------ | ------------------------ | ------------------------ | ------------------------ | ------------------------ | ------------------------ | ------------------------ | ------------------------ | ------------------------ | ------------------------ | ------------------------ | ------------------------ |
| Cambios                             |                          |                          |                          |                          |                          |                          |                          |                          |                          |                          |                          |                          |                          |                          |                          |                          |                          |                          |                          |
| Cambios                             | FPV                      | UCR                      | PRO                      | UNA                      | FCPS                     | MPN                      | PJ-SL                    | PJ-LP                    | CC-ARI                   | FyL                      | FCySC                    | FP                       | GEN                      | PJ8O                     | PR                       | PyT                      | PS                       | BM                       | SFF                      |
| Última legislatura                  | 36                       | 11                       | 4                        | 0                        | 2                        | 2                        | 2                        | 2                        | 1                        | 0                        | 0                        | 0                        | 1                        | 0                        | 0                        | 0                        | 1                        | 1                        | 0                        |
| Principio (10 de diciembre de 2015) | 41                       | 8                        | 6                        | 3                        | 2                        | 2                        | 2                        | 2                        | 1                        | 1                        | 1                        | 1                        | 1                        | 1                        | 1                        | 1                        | 1                        | 0                        | 1                        |
| 15 de junio de 2016                 | 36                       | 8                        | 6                        | 3                        | 2                        | 2                        | 2                        | 2                        | 1                        | 1                        | 1                        | 1                        | 1                        | 1                        | 1                        | 1                        | 1                        | 1                        | 1                        |
| Porcentaje actual                   | 50%                      | 11,12%                   | 8,34%                    | 4,16%                    | 2,78%                    | 2,78%                    | 2,78%                    | 2,78%                    | 1,39%                    | 1,39%                    | 1,39%                    | 1,39%                    | 1,39%                    | 1,39%                    | 1,39%                    | 1,39%                    | 1,39%                    | 1,39%                    | 1,39%                    |

### Cámara de Diputados
| CamaradeDiputadosdelaNacionagosto2016 | CamaradeDiputadosdelaNacionagosto2016 | CamaradeDiputadosdelaNacionagosto2016 | CamaradeDiputadosdelaNacionagosto2016 | CamaradeDiputadosdelaNacionagosto2016 | CamaradeDiputadosdelaNacionagosto2016 | CamaradeDiputadosdelaNacionagosto2016 | CamaradeDiputadosdelaNacionagosto2016 | CamaradeDiputadosdelaNacionagosto2016 | CamaradeDiputadosdelaNacionagosto2016 | CamaradeDiputadosdelaNacionagosto2016 | CamaradeDiputadosdelaNacionagosto2016 | CamaradeDiputadosdelaNacionagosto2016 | CamaradeDiputadosdelaNacionagosto2016 | CamaradeDiputadosdelaNacionagosto2016 | CamaradeDiputadosdelaNacionagosto2016 | CamaradeDiputadosdelaNacionagosto2016 | CamaradeDiputadosdelaNacionagosto2016 | CamaradeDiputadosdelaNacionagosto2016 | CamaradeDiputadosdelaNacionagosto2016 | CamaradeDiputadosdelaNacionagosto2016 |
| Cambios                               | Partido                               | Partido                               | Partido                               | Partido                               | Partido                               | Partido                               | Partido                               | Partido                               | Partido                               | Partido                               | Partido                               | Partido                               | Partido                               | Partido                               | Partido                               | Partido                               | Partido                               | Partido                               | Partido                               | Partido                               |
| ------------------------------------- | ------------------------------------- | ------------------------------------- | ------------------------------------- | ------------------------------------- | ------------------------------------- | ------------------------------------- | ------------------------------------- | ------------------------------------- | ------------------------------------- | ------------------------------------- | ------------------------------------- | ------------------------------------- | ------------------------------------- | ------------------------------------- | ------------------------------------- | ------------------------------------- | ------------------------------------- | ------------------------------------- | ------------------------------------- | ------------------------------------- |
| Cambios                               |                                       |                                       |                                       |                                       |                                       |                                       |                                       |                                       |                                       |                                       |                                       |                                       |                                       |                                       |                                       |                                       |                                       |                                       |                                       |                                       |
| Cambios                               | Cambiemos                             | FPV                                   | UNA                                   | PJ                                    | Progresistas                          | FCPS                                  | PPV                                   | JpA                                   | FIT                                   | CF                                    | FCM                                   | BB                                    | Bloques unipersonales                 | Bloques unipersonales                 | Bloques unipersonales                 | Bloques unipersonales                 | Bloques unipersonales                 | Bloques unipersonales                 | Bloques unipersonales                 | Bloques unipersonales                 |
| Última legislatura                    | 0                                     | 129                                   | 0                                     | 0                                     | 0                                     | 6                                     | 0                                     | 0                                     | 2                                     | 2                                     | 0                                     | 0                                     | 0                                     | 0                                     | 0                                     | 0                                     | 0                                     | 0                                     | 0                                     | 0                                     |
| Principio (10 de diciembre de 2015)   | 87                                    | 93                                    | 37                                    | 0                                     | 8                                     | 6                                     | 6                                     | 4                                     | 4                                     | 3                                     | 3                                     | 2                                     | 8                                     | 8                                     | 8                                     | 8                                     | 8                                     | 8                                     | 8                                     | 8                                     |
| 4 de febrero de 2016                  | 87                                    | 81                                    | 37                                    | 12                                    | 8                                     | 6                                     | 6                                     | 4                                     | 4                                     | 3                                     | 3                                     | 2                                     | 8                                     | 8                                     | 8                                     | 8                                     | 8                                     | 8                                     | 8                                     | 8                                     |
| 15 de junio de 2016                   | 87                                    | 72                                    | 37                                    | 17                                    | 8                                     | 6                                     | 6                                     | 4                                     | 4                                     | 3                                     | 3                                     | 2                                     | 8                                     | 8                                     | 8                                     | 8                                     | 8                                     | 8                                     | 8                                     | 8                                     |
| Porcentaje actual                     | 33.85%                                | 28.02%                                | 14.4%                                 | 6.61%                                 | 3.11%                                 | 2.33%                                 | 2.33%                                 | 1.56%                                 | 1.56%                                 | 1.17%                                 | 1.17%                                 | 0.78%                                 | 0.39% c/u                             | 0.39% c/u                             | 0.39% c/u                             | 0.39% c/u                             | 0.39% c/u                             | 0.39% c/u                             | 0.39% c/u                             | 0.39% c/u                             |

## Autoridades

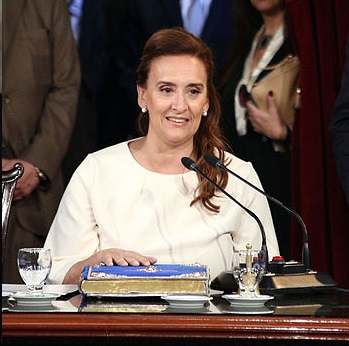
Presidente del Senado

### Senado
- Presidente: Gabriela Michetti (Cambiemos)

- Presidente Provisional: Federico Pinedo (Pro)

- Vicepresidente: Gerardo Zamora (Frente Cívico por Santiago)
- Vicepresidente Primero: Juan Carlos Marino (UCR)
- Vicepresidente Segundo: Carlos Reutemann (Pro)

#### Mayoría
- Líder de la mayoría: Miguel Ángel Pichetto (FPV)

#### Minoría
- Líder de la primera minoría: Ángel Rozas (UCR)

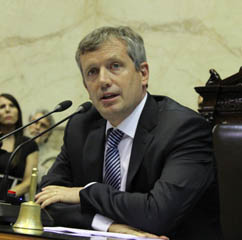
Presidente de la Cámara de Diputados

### Cámara de Diputados
- Presidente: Emilio Monzó (Cambiemos)

- Vicepresidente primero: José Luis Gioja (FPV)
- Vicepresidente segundo: Patricia Giménez (Cambiemos)
- Vicepresidente tercero: Felipe Solá (UNA)

#### Primera minoría
- Líder: Mario Negri (Cambiemos)

#### Segunda Minoría
- Líder: Héctor Recalde (FPV)

## Miembros
Los miembros del Senado de la Nación son electos para un periodo de seis años, tres por cada una de las provincias y por la Ciudad de Buenos Aires.

### Senado
- Buenos Aires
  - Juan Manuel Abal Medina (FPV-PJ)
  - María Laura Leguizamón (FPV-PJ)
  - Jaime Linares (GEN)
- Catamarca
  - Inés Imelda Blas (FPV-PJ)
  - Dalmacio Mera (FPV-PJ)
  - Oscar Castillo (FCySdC)
- Chaco
  - Eduardo Aguilar (FPV-PJ)
  - María Inés Pilatti Vergara (FPV-PJ)
  - Ángel Rozas (UCR)
- Chubut
  - Nancy Susana González (FPV-PJ)
  - Juan Mario País (FPV-PJ)
  - Alfredo Héctor Luenzo (Chubut Somos Todos)
- Ciudad de Buenos Aires
  - Federico Pinedo (Pro)
  - Marta Varela (Pro)
  - Fernando Solanas (Proyecto Sur)
- Córdoba
  - Ernesto Félix Martínez (Pro)
  - Laura Rodríguez Machado (Pro)
  - Carlos Alberto Caserio (Unión por Córdoba)
- Corrientes
  - Ana Claudia Almirón (FPV-PJ)
  - Carlos Mauricio Espínola (FPV-PJ)
  - Pedro Braillard Poccard (Pro)
- Entre Ríos
  - Pedro Gustavino (FPV-PJ)
  - Sigrid Kunath (FPV-PJ)
  - Alfredo De Angeli (Pro)
- Formosa
  - María Graciela de la Rosa (FPV-PJ)
  - José Miguel Ángel Mayans (FPV-PJ)
  - Luis Petcoff Naidenoff (UCR)
- Jujuy
  - Walter Barrionuevo (FPV-PJ)
  - Liliana Fellner (FPV-PJ)
  - Silvia del Rosario Giacoppo (UCR)
- La Pampa
  - Norma Durango (PJ)
  - Daniel Lobera (PJ)
  - Juan Carlos Marino (UCR)
- La Rioja
  - Hilda Aguirre (FPV-PJ)
  - Mirtha Luna (FPV-PJ)
  - Carlos Menem (FyL)
- Mendoza
  - Julio Cobos (UCR)
  - Pamela Verasay (UCR)
  - Anabel Fernández (FPV-PJ)
- Misiones
  - Salvador Cabral (FPV-PJ)
  - Juan Manuel Irrazábal (FPV-PJ)
  - Sandra Giménez (Misiones)
- Neuquén
  - Carmen Crexell (MPN)
  - Guillermo Juan Pereyra (MPN)
  - Marcelo Fuentes (FPV-PJ)
- Río Negro
  - Silvina García Larraburu (FPV-PJ)
  - Miguel Ángel Pichetto (FPV-PJ)
  - Magdalena Odarda (CC-ARI)
- Salta
  - María Del Valle Fiero Viñuales (J8O)
  - Juan Carlos Romero (Pares)
  - Rodolfo Urtubey (FPV-PJ)
- San Juan
  - Ruperto Godoy (FPV-PJ)
  - Marina Riofrío (FPV-PJ)
  - Roberto Basualdo (PyT)
- San Luis
  - Liliana Negre de Alonso (PJ)
  - Adolfo Rodríguez Saá (PJ)
  - Daniel Pérsico (FPV-PJ)
- Santa Cruz
  - Virginia García (FPV-PJ)
  - María Labado (FPV-PJ)
  - Alfredo Martínez (UCR)
- Santa Fe
  - Omar Perotti (FPV-PJ)
  - María de Los Ángeles Sacnum (FPV-PJ)
  - Carlos Reutemann (Santa Fe Federal)
- Santiago del Estero
  - Ada Rosa del Valle Itúrrez de Cappellini (FCS)
  - Gerardo Zamora (FCS)
  - Gerardo Antenor Montenegro (FP)
- Tierra del Fuego
  - José Ojeda (FPV-PJ)
  - Julio Magni (FPV-PJ)
  - Miriam Boyadjian MPF
- Tucumán
  - José Alperovich (FPV-PJ)
  - Beatriz Mirkin (FPV-PJ)
  - Silvia Elías de Pérez (UCR)

### Cámara de Diputados
- Buenos Aires
  - Samanta Acerenza (Pro)
  - Gilberto Alegre (UNA)
  - Ricardo Alfonsín (UCR)
  - Horacio Alonso (UNA)
  - María Álvarez Rodríguez (FPV-PJ)
  - Eduardo Amadeo (Pro)
  - Gustavo Arrieta (FPV-PJ)
  - Karina Banfi (UCR)
  - Miguel Bazze (UCR)
  - Gustavo Bevilacqua (UNA)
  - Diego Bossio (Justicialista)
  - Sergio Buil (Pro)
  - Graciela Camaño (UNA)
  - Remo Carlotto (FPV-PJ)
  - Carlos Castagneto (FPV-PJ)
  - Franco Caviglia (JpA)
  - Luis Cigogna (FPV-PJ)
  - Diana Conti (FPV-PJ)
  - Verónica Couly (FPV-PJ)
  - Héctor Daer (UNA)
  - José De Mendiguren (UNA)
  - Eduardo De Pedro (FPV-PJ)
  - Julio De VIdo (FPV-PJ)
  - Edgardo De Petri (FPV-PJ)
  - Juliana Di Tullio (FPV-PJ)
  - Alejandro Echegaray (UCR)
  - María Ehcosor (UNA)
  - Eduardo Fabiani (JpA)
  - Francisco Furlan (FPV-PJ)
  - María García (FPV-PJ)
  - Juan Giordano (FIT)
  - Rubén Giustozzi (JpA)
  - Adrián Grana (FPV-PJ)
  - Dulce Granados (FPV-PJ)
  - Leonardo Grosso (PPV)
  - María Guerin (FPV-PJ)
  - Héctor Gutiérrez (UCR)
  - Sandro Guzmán (FN)
  - Carlos Kunkel (FPV-PJ)
  - Daniel Lipovetzky (Pro)
  - Mónica Litza (UNA)
  - Silvia Lospennato (Pro)
  - Soledad Martínez (Pro)
  - Sergio Massa (UNA)
  - Mayra Mendoza (FPV-PJ)
  - Emilio Monzó (Pro)
  - Cecilia Moreau (UNA)
  - Carlos Moreno (FPV-PJ)
  - Facundo Moyano (UNA)
  - Marcela Passo (UNA)
  - Raúl Pérez (UNA)
  - Néstor Pitrola (FIT)
  - Francisco Plaini (CEyT)
  - María Raverta (FPV-PJ)
  - Héctor Recalde (FPV-PJ)
  - Alberto Roberti (Justicialista)
  - Rodrigo Rodríguez (FPV-PJ)
  - Oscar Romero (Justicialista)
  - Claudia Rucci (UNA)
  - María Schwindt (UNA)
  - Carlos Selva (UNA)
  - Felipe Solá (UNA)
  - Margarita Stolbizer (GEN)
  - Luis Tailhade (FPV-PJ)
  - Pablo Torello (Pro)
  - Gabriela Troiano (PS)
  - Mirta Tundis (UNA)
  - Paula Urroz (Pro)
  - Luana Volnovich (FPV-PJ)
  - Waldo Wolff (Pro)
- Catamarca
  - Eduardo Brizuela del Moral (FCySC)
  - Miriam Juárez (FCySC)
  - Verónica Mercado (FPV-PJ)
  - Néstor Tomassi (Justicialista)
  - Orieta Vera González (CC-ARI)
- Chaco
  - Horacio Goicoechea (UCR)
  - Gustavo Martínez Campos (Justicialista)
  - María Masin (FPV-PJ)
  - Sandra Mendoza (FPV-PJ)
  - Juan Pedrini (FPV-PJ)
  - Analía Rach Quiroga (FPV-PJ)
  - Alicia Terada (CC-ARI)
- Chubut
  - Sixto Bermejo (TyD)
  - Santiago Igon (FPV-PJ)
  - Elia Lagoria (TyD)
  - Ana Llanos (FPV-PJ)
  - Jorbe Taboada (CST)
- Ciudad de Buenos Aires
  - Alcira Argumedo (Proyecto Sur)
  - Alicia Besada (Pro)
  - Juan Cabandie (FPV-PJ)
  - Elisa Carrió (CC-ARI)
  - Ana Carrizo (UCR)
  - Eduardo Conesa (Pro)
  - Victoria Donda Pérez (LdS)
  - Nilda Garré (FPV-PJ)
  - Álvaro González (Pro)
  - Carlos Heller (SSI)
  - Anabella Hers Cabral (Pro)
  - Axel Kicillof (FPV-PJ)
  - Andrés Larroque (FPV-PJ)
  - Marco Lavagna (UNA)
  - María Lopardo (Pro)
  - Liliana Mazure (FPV-PJ)
  - José Patiño (Pro)
  - Carla Pitiot (UNA)
  - Julio Raffo (DyT)
  - Fernándo Sánchez (CC-ARI)
  - Cornelia Schmidt Liermann (Pro)
  - Marcelo Sorgente (Pro)
  - Pablo Tonelli (Pro)
  - Juan Villalonga (Pro)
  - Marcelo Wechsler (Pro)
- Córdoba
  - Brenda Austin (UCR)
  - Héctor Baldassi (Pro)
  - Ramón Bernabey (Juan Bautista Bustos)
  - María Brezzo (UNA)
  - Juan Brügge (UNA)
  - Agustín Calleri (UNA)
  - María Carrizo (UCR)
  - Gabriela Estévez (FPV-PJ)
  - Andrés Guzmán (FPV-PJ)
  - Leonor Martínez Villada (CC-ARI)
  - Nicolás Massot (Pro)
  - Diego Mestre (UCR)
  - Adriana Nazario (UNA)
  - Mario Negri (UCR)
  - Juan Pereyra (C-Forja)
  - Pedro Pretto (Pro)
  - Olga Rista (UCR)
  - Blanca Rossi (UNA)
- Corrientes
  - Julián Dindart (UCR)
  - Araceli Ferreyra (PPV)
  - Oscar Macias (Justicialista)
  - Carlos Rubin (Justicialista)
  - José Ruíz Aragón (FPV-PJ)
  - María Semhan (UCR)
  - Gustavo Valdés (UCR)
- Entre Ríos
  - Jorge Barreto (FPV-PJ)
  - María Cremer de Busti (UpER)
  - Jorge D'agostino (UCR)
  - Ana Gillard (FPV-PJ)
  - Yanina Gayol (Pro)
  - Lautaro Gervasoni (FPV-PJ)
  - Juan Huss (FPV-PJ)
  - Marcelo Monfort (UCR)
  - Julio Solanas (FPV-PJ)
- Formosa
  - Luis Basterra (FPV-PJ)
  - Juan Díaz Roig (FPV-PJ)
  - Lucila Dure (PS)
  - Martin Hernández (UCR)
  - Inés Lotto (FPV-PJ)
- Jujuy
  - Gabriela Albornoz (UCR)
  - María Burgos (UCR)
  - Silvia Martínez (UCR)
  - Guillermo Snopek (Justicialista)
  - Alejandro Snopek (UNA)
  - Héctor Tentor (Justicialista)
- La Pampa
  - Gustavo Fernández Mendia (Justicialista)
  - Daniel Kroneberger (UCR)
  - Martín Maquieyra (Pro)
  - Francisco Torroba (UCR)
  - Sergio Ziliotto (Justicialista)
- La Rioja
  - Luis Herrera (Justicialista)
  - Teresita Madera (Justicialista)
  - Karina Molina (Pro)
  - Héctor Olivares (UCR)
  - María Vega (UCR)
- Mendoza
  - Alejandro Abraham (FPV-PJ)
  - Elva Balbo (Pro)
  - Luis Borsani (UCR)
  - Guillermo Carmona (FPV-PJ)
  - Graciela Cousinet (LdS)
  - Patricia Giménez (UCR)
  - Stella Huczak (Pro)
  - Pedro Miranda (Justicialista)
  - Luis Petri (UCR)
  - Soledad Sosa (FIT)
- Misiones
  - María Britez (FPV-PJ)
  - Maurice Closs (FCM)
  - Daniel Di Stefano (FPV-PJ)
  - Jorge Franco (FCM)
  - Luis Pastori (UCR)
  - Silvia Risko (FCM)
  - Alex Ziegler (LVYC)
- Neuquén
  - José Ciampini (FPV-PJ)
  - Leandro López Koenig (Pro)
  - Norman Martínez (FPV-PJ)
  - Adrián San Martín (MPN)
  - María Villar Molina (MPN)
- Río Negro
  - Luis Berdeggia (FPV-PJ)
  - Claudio Doñate (FPV-PJ)
  - Silvia Horne (PPV)
  - María Soria (FPV-PJ)
  - Sergio Wisky (Pro)
- Salta
  - Javier David (Justicialista)
  - Guillermo Durand Cornejo (Pro)
  - Evita Isa (Justicialista)
  - Pablo Kosiner (Justicialista)
  - Pablo López (FIT)
  - Miguel Nanni (UCR)
  - Alfredo Olmedo (SST)
- San Juan
  - Eduardo Cáceres (Pro)
  - Graciela Caselles (PBSJ)
  - Sandra Castro (FPV-PJ)
  - José Gioja (FPV-PJ)
  - María Peñaloza Marianetti (CCSJ)
  - Ramón Tovares (FPV-PJ)
- San Luis
  - Berta Arenas (CF)
  - Ivana Bianchi (CF)
  - Luis Lusquiños (CF) hasta el 17 de junio de 2017
    - Ramón Domínguez (CF) desde el 5 de julio de 2017[13]

  - Claudio Poggi (ASL)
  - José Riccardo (UCR)
- Santa Cruz
  - Eduardo Costa (UCR)
  - Mauricio Gómez Bull (FPV-PJ)
  - Máximo Kirchner (FPV-PJ)
  - Héctor Roquel (UCR)
  - Susana Toledo (UCR)
- Santa Fe
  - Mario Barletta (UCR)
  - Hérmes Binner (PS)
  - Alicia Ciciliani (PS)
  - Marcos Cleri (FPV-PJ)
  - Ana Copes (PDP)
  - Lucila De Ponti (PPV)
  - Silivina Frana (FPV-PJ)
  - Josefina González (FPV-PJ)
  - Alejandro Grandinetti (UNA)
  - Lucas Incicco (Pro)
  - Lucianoo Laspina (Pro)
  - Hugo Marcucci (UCR)
  - Ana Martínez (Pro)
  - Vanesa Massetani (UNA)
  - José Nuñez (UNA)
  - Alejandro Ramos (FPV-PJ)
  - Gisela Scaglia (Pro)
  - Eduardo Seminara (FPV-PJ)
  - Ricardo Spinozzi (Pro)
- Santiago del Estero
  - Norma Abdala de Matarazzo (FCPS)
  - José Herrera (FCPS)
  - Manuel Juárez (FCPS)
  - Mariana Morales (UNA)
  - Graciela Navarro (FCPS)
  - Cristian Oliva (FCPS)
  - Mirta Pastoriza (FCPS)
- Tierra del Fuego
  - Ailen Carol (FPV-PJ)
  - Oscar Martínez (MSP)
  - Martin Pérez (FPV-PJ)
  - Matias Rodríguez (FPV-PJ)
  - Carlos Roma (Pro)
- Tucumán
  - Nilda Carrizo (FPV-PJ)
  - Juan Casañas (DB)
  - Miriam Gallardo (FPV-PJ)
  - Facundo Garreton (Pro)
  - Federico Masso (LDS)
  - José Orellana (PT)
  - Walter Santillán (FPV-PJ)
  - Mirta Soraire (FPV-PJ)
  - María Villavicencio (DB)

## Comisiones

### Senado
| Comisión | M.1 | Detalles |
| --- | --- | --- |
| Asuntos Constitucionales | 19  | - Presidente: Marcelo Jorge Fuentes (FPV) - Dictamina sobre: Interpretación, aplicación y reforma de la Constitución; modificación de Provincias; Estado de sitio y privilegios; Relaciones e intervención federal; Sistema electoral; Juicio político. Artículo 61 del reglamento interno.          |
| Relaciones Exteriores y Culto | 19  | - Presidente: Julio César Cleto Cobos (Cambiemos) - Dictamina sobre: Artículo 62 del reglamento interno |
| Justicia y Asuntos Penales | 17  | - Presidente: Pedro Guillermo Ángel Guastavino (FPV) - Dictamina sobre: Artículo 63 del reglamento interno |
| Legislación General | 17  | - Presidente: Ada Rosa del Valle Itúrrez de Cappellini (FCS) - Dictamina sobre: Artículo 64 del reglamento interno |
| Presupuesto y Hacienda | 17  | - Presidente: Juan Manuel Abal Medina (FPV) - Dictamina sobre: Artículo 65 del reglamento interno |
| Asuntos Administrativos y Municipales | 17  | - Presidente: Hilda Clelia Aguirre (FPV) - Dictamina sobre: Artículo 66 del reglamento interno |
| Defensa Nacional | 17  | - Presidente: Ernesto Félix Martínez (Cambiemos) - Dictamina sobre: Artículo 67 del reglamento interno |
| Seguridad Interior y Narcotráfico | 17  | - Presidente: Sigrid Elisabeth Kunath (FPV) - Dictamina sobre: Artículo 68 del reglamento interno |
| Economía Nacional e Inversión | 17  | - Presidente: Eduardo Alberto Aguilar (FPV) - Dictamina sobre: Artículo 69 del reglamento interno |
| Industria y Comercio | 17  | - Presidente: Alfredo Héctor Luenzo (CST) - Dictamina sobre: Artículo 70 del reglamento interno |
| Economías Regionales, Economía Social, Micro, Pequeña y Mediana Empresa                                                                               | 17  | - Presidente: Roberto Gustavo Basualdo (PyT) - Dictamina sobre: Artículo 71 del reglamento interno |
| Trabajo y Previsión Social | 17  | - Presidente: Daniel Aníbal Lovera (FPV) - Dictamina sobre: Artículo 72 del reglamento interno |
| Agricultura, Ganadería y Pesca | 17  | - Presidente: Alfredo Luis de Angeli (Cambiemos) - Dictamina sobre: Artículo 73 del reglamento interno |
| Educación y Cultura | 17  | - Presidente: Adolfo Rodríguez Saá (CF) - Dictamina sobre: Artículo 74 del reglamento interno |
| Derechos y Garantías | 17  | - Presidente: Luis Carlos Petcoff Naidenoff (Cambiemos) - Dictamina sobre: Artículo 75 del reglamento interno |
| Minería, Energía y Combustibles | 19  | - Presidente: Guillermo Juan Pereyra (MPN) - Dictamina sobre: Artículo 76 del reglamento interno |
| Salud | 17  | - Presidente: Silvia Beatriz Elías de Pérez (Cambiemos) - Dictamina sobre: Artículo 77 del reglamento interno |
| Infraestructura, Vivienda y Transporte | 17  | - Presidente: Carlos Mauricio Espínola (FPV) - Dictamina sobre: Artículo 78 del reglamento interno |
| Sistemas, Medios de Comunicación y Libertad de Expresión                                                                                              | 17  | - Presidente: Liliana Beatriz Fellner (FPV) - Dictamina sobre: Artículo 79 del reglamento interno |
| Ambiente y Desarrollo Sustentable | 17  | - Presidente: Fernando Ezequiel Solanas (PS) - Dictamina sobre: Artículo 80 del reglamento interno |
| Población y Desarrollo Humano | 17  | - Presidente: Miriam Ruth Boyadjian (MPF) - Dictamina sobre: Artículo 81 del reglamento interno |
| Acuerdos | 17  | - Presidente: Rodolfo Julio Urtubey (FPV) - Dictamina sobre: Artículo 82 del reglamento interno |
| Coparticipación Federal de Impuestos | 17  | - Presidente: Adolfo Rodríguez Saá (CF) - Dictamina sobre: Artículo 83 del reglamento interno |
| Turismo | 17  | - Presidente: Mirtha María Teresita Luna (FPV) - Dictamina sobre: Artículo 84 del reglamento interno |
| Ciencia y Tecnología | 17  | - Presidente: Omar Ángel Perotti (FPV) - Dictamina sobre: Igualdad de derechos, oportunidades, y trato entre varones y mujeres; Normas de empleo de mujeres; Violencia, acoso sexual y laboral a las mujeres; Cuestiones de salud específicas de las mujeres. Artículo 84 bis del reglamento interno |
| Banca de la Mujer | ?2  | - Presidente: Marina Raquel Riofrío (FPV) - Dictamina sobre: Artículo 84 ter del reglamento interno |
| Notas: 1. Cantidad de miembros, son 17 para la mayoría. 2. La cantidad es variable, ya que está integrada por todas las senadoras (art. 60 del R.I.). |     | |

### Cámara de Diputados
| Comisión | M.1 | Detalles |
| --- | --- | --- |
| Asuntos Constitucionales | 352 | - Presidente: Pablo Tonelli (Cambiemos) - Dictamina sobre: Artículo 62 del reglamento interno                |
| Legislación General | 31  | - Presidente: Daniel Andrés Lipovetzky (Cambiemos) - Dictamina sobre: Artículo 63 del reglamento interno     |
| Relaciones Exteriores y Culto | 433 | - Presidente: Elisa Carrió (Cambiemos) - Dictamina sobre: Artículo 64 del reglamento interno                 |
| Presupuesto y Hacienda | 494 | - Presidente: Luciano Andrés Laspina (Cambiemos) - Dictamina sobre: Artículo 65 del reglamento interno       |
| Educación | 352 | - Presidente: José Luis Riccardo (Cambiemos) - Dictamina sobre: Artículo 66 del reglamento interno           |
| Ciencia, Tecnología e Innovación Productiva | 31  | - Presidente: Sandra Daniela Castro (FPV) - Dictamina sobre: Artículo 67 del reglamento interno              |
| Cultura | 31  | - Presidente: Juan Cabandié (FPV) - Dictamina sobre: Artículo 68 del reglamento interno                      |
| Justicia | 31  | - Presidente: Diego Matías Mestre (Cambiemos) - Dictamina sobre: Artículo 69 del reglamento interno          |
| Previsión y Seguridad Social | 31  | - Presidente: Mirta Tundis (UNA) - Dictamina sobre: Artículo 70 del reglamento interno                       |
| Acción Social y Salud Pública | 352 | - Presidente: Ana Carolina Gaillard (FPV) - Dictamina sobre: Artículo 71 del reglamento interno              |
| Familia, Mujer, Niñez y Adolescencia | 31  | - Presidente: Alejandra Silvia Martínez (Cambiemos) - Dictamina sobre: Artículo 72 del reglamento interno    |
| De las Personas Mayores | 31  | - Presidente: Mariana Elizabet Morales (UNA) - Dictamina sobre: Artículo 73 del reglamento interno           |
| Legislación Penal | 31  | - Presidente: María Gabriela Burgos (Cambiemos) - Dictamina sobre: Artículo 74 del reglamento interno        |
| Legislación del Trabajo | 31  | - Presidente: Alberto Oscar Roberti (PJ) - Dictamina sobre: Artículo 75 del reglamento interno               |
| Defensa Nacional | 31  | - Presidente: Nilda Garre (FPV) - Dictamina sobre: Artículo 76 del reglamento interno                        |
| Obras Públicas | 31  | - Presidente: Sergio Raúl Ziliotto (PJ) - Dictamina sobre: Artículo 77 del reglamento interno                |
| Agricultura y Ganadería | 352 | - Presidente: Gilberto Oscar Alegre (UNA) - Dictamina sobre: Artículo 78 del reglamento interno              |
| Finanzas | 31  | - Presidente: Eduardo Pablo Amadeo (Cambiemos) - Dictamina sobre: Artículo 79 del reglamento interno         |
| Industria | 31  | - Presidente: José Ignacio de Mendiguren (UNA) - Dictamina sobre: Artículo 80 del reglamento interno         |
| Comercio | 31  | - Presidente: Liliana Amalia Mazure (FPV) - Dictamina sobre: Artículo 81 del reglamento interno              |
| Energía y Combustibles | 352 | - Presidente: Julio de Vido (FPV) - Dictamina sobre: Artículo 82 del reglamento interno                      |
| Comunicaciones e Informática | 31  | - Presidente: Juan Fernando Brügge (UNA) - Dictamina sobre: Artículo 83 del reglamento interno               |
| Transporte | 31  | - Presidente: Facundo Moyano (UNA) - Dictamina sobre: Artículo 84 del reglamento interno                     |
| Economías y Desarrollo Regional | 31  | - Presidente: Myriam del Valle Juarez (FCSC) - Dictamina sobre: Artículo 85 del reglamento interno           |
| Asuntos Municipales | 31  | - Presidente: María Soledad Carriza (Cambiemos) - Dictamina sobre: Artículo 86 del reglamento interno        |
| Intereses Marítimos, Fluviales, Pesqueros y Portuarios | 31  | - Presidente: Julio Rodolfo Solanas (FPV) - Dictamina sobre: Artículo 87 del reglamento interno              |
| Vivienda y Ordenamiento Urbano | 31  | - Presidente: Edgardo Fernando Depetri (FPV) - Dictamina sobre: Artículo 88 del reglamento interno           |
| Peticiones, Poderes y Reglamento | 31  | - Presidente: Ricardo Adrián Spinozzi (Cambiemos) - Dictamina sobre: Artículo 89 del reglamento interno      |
| Juicio Político | 31  | - Presidente: Álvaro Gustavo González (Cambiemos) - Dictamina sobre: Artículo 90 del reglamento interno      |
| Recursos Naturales y Conservación del Ambiente Humano | 31  | - Presidente: Mario Barletta (Cambiemos) - Dictamina sobre: Artículo 91 del reglamento interno               |
| Turismo | 31  | - Presidente: Maurice Closs (FCM) - Dictamina sobre: Artículo 92 del reglamento interno                      |
| Economía | 31  | - Presidente: Axel Kicillof (FPV) - Dictamina sobre: Artículo 93 del reglamento interno                      |
| Minería | 31  | - Presidente: Eduardo Augusto Cáceres (Cambiemos) - Dictamina sobre: Artículo 94 del reglamento interno      |
| Prevención de Adicciones y Control del Narcotráfico | 31  | - Presidente: Alejandro Abraham (FPV) - Dictamina sobre: Artículo 95 del reglamento interno                  |
| Análisis y Seguimiento del Cumplimiento de las Normas Tributarias y Previsionales | 31  | - Presidente: Juan Manuel Pedrini (FPV) - Dictamina sobre: Artículo 96 del reglamento interno                |
| Población y Desarrollo Humano | 31  | - Presidente: Martin Alejandro Pérez (FPV) - Dictamina sobre: Artículo 97 del reglamento interno             |
| Deportes | 31  | - Presidente: Ivana María Bianchi (CF) - Dictamina sobre: Artículo 98 del reglamento interno                 |
| Derechos Humanos y Garantías | 31  | - Presidente: Victoria Donda (Libres del Sur) - Dictamina sobre: Artículo 99 del reglamento interno          |
| Asuntos Cooperativos, Mutuales y Organizaciones no Gubernamentales | 31  | - Presidente: Claudio Martin Doñate (FPV) - Dictamina sobre: Artículo 100 del reglamento interno             |
| Mercosur | 31  | - Presidente: Guillermo Durand Cornejo (Cambiemos) - Dictamina sobre: Artículo 101 del reglamento interno    |
| Pequeñas y Medianas Empresas | 31  | - Presidente: Pablo Francisco Juan Kosiner (PJ) - Dictamina sobre: Artículo 101 (bis) del reglamento interno |
| Defensa del Consumidor, del Usuario y de la Competencia | 31  | - Presidente: María Liliana Schwindt (UNA) - Dictamina sobre: Artículo 101 (ter) del reglamento interno      |
| Seguridad Interior | 31  | - Presidente: Luis Alfonso Petri (Cambiemos) - Dictamina sobre: Artículo 101 (quáter) del reglamento interno |
| Libertad de Expresión | 31  | - Presidente: Remo Gerardo Carlotto (FPV) - Dictamina sobre: Artículo 101 (quinquies) del reglamento interno |
| Discapacidad | 31  | - Presidente: José Alberto Ciampini (FPV) - Dictamina sobre: Artículo 101 (sexies) del reglamento interno    |
| Notas: 1. Cantidad de miembros, entre 15 y 31 diputados. 2. Cantidad de miembros, entre 15 y 35 diputados. 3. Cantidad de miembros, entre 15 y 43 diputados. 4. Cantidad de miembros, entre 15 y 49 diputados. |     | |

### Bicamerales
| Comisión | M.1           | Detalles |
| --- | ------------- | --- |
| Administradora de la biblioteca del Congreso de la Nación                                                              | 6 - S. 6 - D. | - Presidente: Dip. María Teresa García (FPV) - Dictamina sobre: La administración de la biblioteca del congreso.                                                                                                  |
| Promoción y Seguimiento de la Comunicación Audiovisual, las Tecnologías de las Telecomunicaciones y la Digitalización. | 8 - S. 8 - D. | - Presidente: Dip. Miguel Ángel Bazze (UCR) - Dictamina sobre: Promover y controlar las comunicaciones audiovisuales, las telecomunicaciones y la digitalización y el nombramiento de tres directores del ENACOM. |
| Fiscalización de los Organismos y Actividades de Inteligencia                                                          | 7 - S. 7 - D. | - Presidente: Sen. Juan Carlos Marino (UCR) - Dictamina sobre: Supervisa los organismos pertenecientes al sistema de inteligencia nacional.                                                                       |
| Seguimiento y Control del Ministerio Público de la Nación                                                              | 8 - S. 8 - D. | - Presidente: Dip. Graciela Camaño (UNA) - Dictamina sobre: Supervisa al Ministerio Público. |
| De Trámite Legislativo Ley 26.122                                                                                      | 8 - S. 8 - D. | - Presidente: Dip. Marcos Cleri (FPV) - Dictamina sobre: La correcta ejecución de los decretos de necesidad y urgencia (D.N.U) por parte del Poder Ejecutivo Nacional.                                            |
| Digesto Jurídico Argentino Ley 26.939                                                                                  | 4 - S. 4 - D. | - Presidente: Sen. Rodolfo Julio Urtubey (FPV) - Dictamina sobre: La actualización del digesto jurídico. |
| Interparlamentaria Argentino-Mexicana                                                                                  | 5 - S. 5 - D. | - Presidente: Sen. Juan Manuel Abal Medina (FPV) - Dictamina sobre: Diálogo interparlamentario entre Argentina y México.                                                                                          |
| Defensor del Pueblo | 7 - S. 7 - D. | - Presidente: Sen. Marta Varela (Pro) - Dictamina sobre: Designación y control del defensor del pueblo de la nación.                                                                                              |
| De Seguimiento y Control de la Gestión de Contratación y del pago de la Deuda Exterior de la Nación                    | 10 S. 10 D.   | - Presidente: Vacante - Dictamina sobre: Supervisa las contrataciones del estado y la correcta ejecución del pago de la deuda externa.                                                                            |
| Fiscalización de los Órganos y Actividades de Seguridad Interior                                                       | 8 - S. 8 - D. | - Presidente: Dip. Sergio Tomás Massa (UNA) - Dictamina sobre: Controla la correcta administración de las fuerzas de seguridad interior.                                                                          |
| Parlamentaria Mixta Revisora de Cuentas                                                                                | 6 - S. 6 - D. | - Presidente: Sen. José Ángel Mayans (FPV) - Dictamina sobre: Controla los gastos y el financiamiento de los organismos del estado nacional.                                                                      |
| Notas: 1. Cantidad de miembros 2. S. = Senadores y D. = Diputados                                                      |               | |

## Cambios en miembros

### Senado
10/12/2015: 
- Diego Santilli (Pro) fue reemplazado por Federico Pinedo (Pro)[88]
- Gabriela Michetti (Pro) fue reemplazada por Marta Varela (Pro)[88]

### Cámara de Diputados
10/12/2015:
- Pablo Javkin (CC-ARI) fue reemplazado por Ana Copes (PDP).

23/12/2016:
- Amando Quintar (UCR) fue reemplazado por Orieta Vera (CC-ARI).

## Artículos relacionados
Congreso de la Nación Argentina
Senado de la Nación Argentina
Cámara de Diputados de la Nación Argentina
Presidente de la Nación Argentina
Corte Suprema de Justicia de la Nación Argentina